# Салих (имя)
Салих (араб. صالح ‎) — мужское имя арабского происхождения, в переводе с арабского означает «праведный», «благочестивый»
, «хороший», «добрый».
Распространено у многих народов, исповедующих ислам.

## Известные носители
- Кезрак, Салих Хулуси
- Сайдашев, Салих Замалетдинович
- Ерзин, Салих Юсупович
- Батталов, Салих Вазыхович
- Валеев, Салих Шайбакович
- Батыев, Салих Гилимханович
  - Апишев Салих Заурович
    - Зайнагабдинов, Салих Насретдинович

  - Мамаев Салих Шамильевич

## Фамилии
- Салихов